# Пол Рајзер
Пол Рајзер (енгл. Paul Reiser; рођен 30. марта 1956. Њујорк, Њујорк), амерички је филмски и ТВ глумац, комичар, музичар и продуцент.
Најпознатији по улогама у филмовима Осми путник 2 (1986) Џејмса Камерона и Полицајац са Беверли Хилса Мартина Бреста (1984). Остварио је улоге и у филмовима Ресторан (1982), Полицајац са Беверли Хилса 2 (1988), Ритам лудила (2014), Шпијун који ме је шутнуо (2018), Очинство (2021).
На телевизији, Рајзер је глумио у ситкому Луд за тобом, као и у серији Чудније ствари.